# Matthias Dropa
Matthias Dropa (né en 1650 en Transylvanie et mort le 25 septembre 1732 à Lunebourg) est un facteur d'orgue allemand.

## Biographie
Dropa travaille comme compagnon chez Arp Schnitger, probablement dans la période entre 1680 et 1692. En 1692 il fonde son propre atelier et acquiert les droits civiques de Hambourg. En 1696, il construit de nouveaux orgues à Bargteheide et Hamburg-Finkenwerder. De 1698 à 1700, il agrandit l'orgue de Cuxhaven-Altenbruch. En 1705 il s'installe à Lunebourg où il construit un nouvel orgue dans l'église Saint-Michel de Lunebourg avec son compagnon Gerhard von Holy. De 1712 à 1714, il agrandit l'orgue de l'église Saint-Jean à Lunebourg sous la supervision de Georg Böhm. Dropa est le maître d'Erasmus Bielfeldt. Son gendre est le facteur d'orgue Johann Matthias Hagelstein.

## Réalisations
| Année     | Lieu                  | Église             | Photo | Clavier | Registre | Remarques |
| --------- | --------------------- | ------------------ | ----- | ------- | -------- | --- |
| 1696      | Bargteheide           | Ev.-luth. Kirche   |       |         |          | Création (seul le buffet est conservé). |
| 1696      | Hambourg-Finkenwerder | St. Nikolai        |       |         |          | Création. |
| 1698–1700 | Cuxhaven-Altenbruch   | Saint-Nicolas (de) |       | II/P    | 28       | Rénovation ; 4 de ses 5 registres sont conservés. |
| 1705–08   | Lunebourg             | Saint-Michel       |       | III/P   | 43       | Création ; buffet et 5 registres conservés. |
| 1712–1714 | Lunebourg             | Saint-Jean         |       | III/P   | 46       | Extension sous la supervision de Georg Böhm; quelques registres de Dropa entièrement ou partiellement conservés → Orgue de St. Johannis (Lunebourg). |

## Source de la traduction
- (de) Cet article est partiellement ou en totalité issu de l’article de Wikipédia en allemand intitulé « Matthias Dropa » (voir la liste des auteurs).